# Jesús María-Colonia Caroya
Se denomina Jesús María - Colonia Caroya (30°59′00″S 64°06′00″O / -30.9833, -64.1000) a la aglomeración urbana que se extiende entre las localidades argentinas de Jesús María y Colonia Caroya dentro del Departamento Colón de la provincia de Córdoba.
Considerada como una aglomeración por el INDEC en el censo 2022, cuenta con 61 449 habitantes (Indec, 2022) es el 8.º centro urbano más poblado de la provincia y el 76.º a nivel nacional.
En el anterior censo contaba con 47 770 habitantes (Indec, 2010), lo que representa un incremento del 22.3%.
| Localidad      | Población (2022) | Población (2010) | Población (2001) | Población (1991) |  |
| -------------- | ---------------- | ---------------- | ---------------- | ---------------- |  |
| Total          | 61.449           | 47.770           | 40.631           | 31.444           |  |
| Jesús María    | 36.461           | 31.602           | 26.825           | 22.150           |  |
| Colonia Caroya | 24.988           | 16.168           | 13.806           | 9.294            |  |

## Sismicidad
La región posee sismicidad media; y sus últimas expresiones se produjeron:
- 22 de septiembre de 1908 (116 años), a las 17.00 UTC-3, con 6,5 Richter, escala de Mercalli VII; ubicación 30°30′0″S 64°30′0″O / -30.50000, -64.50000; profundidad: 100 km ; produjo daños en Deán Funes, Cruz del Eje y Soto, provincia de Córdoba, y en el sur de las provincias de Santiago del Estero, La Rioja y Catamarca.

- 16 de enero de 1947 (78 años), a las 2.37 UTC-3, con una magnitud aproximadamente de 5,5 en la escala de Richter (terremoto de Córdoba de 1947)[3]

- 28 de marzo de 1955 (70 años), a las 6.20 UTC-3 con 6,9 Richter: además de la gravedad física del fenómeno se unió el desconocimiento absoluto de la población a estos eventos recurrentes (terremoto de Villa Giardino de 1955)

- 7 de septiembre de 2004 (20 años), a las 8.53 UTC-3 con 4,1 Richter

- 25 de diciembre de 2009 (15 años), a las 21.42 UTC-3 con 4,0 Richter